# Мейман, Анета
Мейман (Подобедова), Анета (Анетта, Аннета, Аннетта) Леонидовна (род.1949, Москва) — художник, поэт, психолог, журналист, автор и ведущая теле- и радиопередач. Директор по связям с общественностью Общества русской культуры им. А. С. Пушкина в Америке.
Участник художественных выставок в России, Израиле, Европе, США. Публикует свои стихи, прозу и публицистику в России, Израиле, Америке, Германии, Польше. В том числе, в таких изданиях, как «Истоки», «Журналист» — Россия; «Литературный Израиль», «Роза Ветров», «Андеграунд при свечах…» — Израиль; «Альманах поэзии», «Новый Журнал», Форвертс, Медиагруппа «Континент», «Русская Америка», «Альманах современной поэзии» (Калифорния) — США"Истоки".

## Биография
1964—1968 — Московский строительный и жилищно-коммунальный техникум, по специальности промышленное и гражданское строительство.
1967—1974 — инженер-проектировщик в трестах Главмосстроя.
1971—1974 — обучение в вечерней Московской средней художественной школе при МГАХИ им. В. И. Сурикова.
1974—1975 — художник-реставратор Специального реставрационного проектного управления треста Росреставрация, бригада Иннокентия Петровича Ярославцева.
1977—1979 — архитектор-реставратор, первоначально, отдела проектирования (отдел востока) проектного института по реставрации памятников истории и культуры «Спецпроектреставрация» республиканского объединения «Роспроектреставрация», позднее в мастерской архитектора Владимира Пономаренко.
1980—1982 — архитектор в группе главного архитектора института «Роспроект», лауреата Государственной премии РСФСР в области архитектуры Михаила Николаевича Хажакяна.
1982—1992 — руководитель изокружков в школах, ПТУ, пионерских лагерях, художник-оформитель в различных организациях, среди которых "Движение за массовое творчество «Интершоу», художник-сценограф в московских ресторанах «Якорь», «Гавана», педагог ИЗО в школе № 515 г. Москвы.
1987—1989 — обучение на отделении художников-оформителей при Московском высшем художественно-профессиональном училище им. Строганова.
1990—1992 — обучение на художественно-графическом факультете МГЗПИ (МГОПИ, МГОПУ, ныне — МГГУ им. М. А. Шолохова), Москва.
1992—2000 — Израиль, художник-копиист в галерее Шарона в «Дизенгоф-центре» (Тель-Авив), свободный художник станковой живописи и графики, книжный иллюстратор, участник персональных художественных выставок, обладатель персональной творческой мастерской в Яффе (Тель-Авив) по программе для особо одаренных художников-репатриантов.
1999 — обучение на отделении драмы и организации массовых зрелищных мероприятий по программе Министерства абсорбции Израиля, совместно с детским театром «Театрон Пицфон» и организацией актеров разговорного жанра «Хаим Сапир».
С 2000 — в США.
С 2001 — автор и ведущая передачи «Виртуальное кафе» на русском радио «Надежда» в США. Среди гостей программы: Дан Заславский — почётный профессор хайфского Техниона, Рене Герра — профессор Парижского университета, Дебора Девис — вокалист номер один в легендарном нью-йоркском клубе Blue Note Jazz Club, обладатель премии Грэмми за 2010 год Виктор Прието и легенда американского джаза Джон Джонсон Джуниор, Зураб Церетели и Карен Шахназаров, Сергей Проханов и Роман Виктюк, Вячеслав Спесивцев, Виктор Суворов и Генрих Боровик, Ирина Хакамада и Оскар Фельцман, Ян Френкель и Евгений Дога, Илья Резник и Татьяна Успенская-Ошанина, Нина Михоэлс и Игорь Бутман, Алексей Кузнецов и Олег Видов, Армен Джигарханян и Валерий Пономарёв, Маргарита Терехова и Зинаида Кириенко, Евгений Киндинов и Джуна, Александр Бовин и Дина Рубина, Римма Казакова и Пётр Вегин, Михаил Юпп, Михаил Пекелис и многие, многие другие.
2004—2005 — обучение на психолога-консультанта лиц с различными видами деструктивных зависимостей в «The College of Staton Island of The Sity University of New York» по программе «CASAC Addiction Studies Program and FROM Office of Alcoholism and Substance Abuse».
2007—2008 гг. — соавтор-соведущий телешоу «Стена» на 5-м канале кабельного телевидения в штате Коннектикут, США.
- Член Международного Союза Журналистов России[1].
- Член Творческой Группы Профессиональных Художников «Art on the Hadson», USA
- Член Международного Творческого Союза Художников России при ЮНЕСКО[1],
- Член Международной Ассоциации Художников и Скульпторов Израиля при ЮНЕСКО.

## Публикации
- Аннета Мейман. Виктор Суворов: Сижу и пишу... Эксклюзивное интервью газете «Русская Америка». // «Русская Америка» — № 346 (www.rusamny.com). Дата обращения: 19 августа 2012. Архивировано из оригинала 31 декабря 2012 года.
- Аннета Мейман. Поэты − пасынки России, а после смерти – сыновья... (интервью поэта Петра Вегина в авторской программе «Виртуальное кафе», 2003) // «45-я параллель» : Поэтический альманах. — 2008. — № 23 (83).; 45parallel.net (11.08.2008).
- Аннета Мейман. Лучшие сны − (Подборка стихов) // «45-я параллель» : Поэтический альманах. — 45parallel.net (01.04.2008);
- Аннета Мейман., «А берега все нет…» Стихи // Литературно-художественный и культурологических журнал «Меценат и мир» № 41-42-43-44, Рязань: "Издательство «Узорочье» 2009. — с.32-34
- Аннета Мейман. Отрывок из повести «Зимняя новелла» // Литературно-художественный и культурологических журнал «Меценат и мир» № 41-42-43-44, Рязань: "Издательство «Узорочье» 2009. — с.34-35
- Аннета Мейман. «Кольцо желаний», «Тебе одному», «Аберега все нет…», «Два этюда», «Где найти мотив заветный», «Удача», «Большие капли» Стихи // Международный литературный литературный альманах «Муза», № 16, М.: «Муза творчества», 2010 — с.189-193